# Réacteur nucléaire piloté par accélérateur
Pour les articles homonymes, voir ADS.
 (mai 2015).
Si vous disposez d'ouvrages ou d'articles de référence ou si vous connaissez des sites web de qualité traitant du thème abordé ici, merci de compléter l'article en donnant les références utiles à sa vérifiabilité et en les liant à la section « Notes et références ».
Un réacteur nucléaire piloté par accélérateur ou réacteur hybride (parfois désigné aussi par ADS pour Accelerator Driven System en anglais) est un réacteur nucléaire piloté par un accélérateur de particules. Un exemple de tel réacteur est le concept du Rubbiatron.

## Principe de fonctionnement
Dans un réacteur hybride, désigné comme tel car couplant un accélérateur de particules et un réacteur nucléaire sous-critique, une partie des neutrons sont produits par spallation d'un noyau lourd (le plomb, l'eutectique Plomb-Bismuth ou le tungstène par exemple) par un faisceau de protons issus d'un accélérateur de particules. Ces neutrons issus des réactions de spallation vont alors provoquer des fissions dans le massif sous-critique entourant la cible de spallation. L'énergie de fission peut alors être récupérée de manière classique via un échangeur et une turbine.
Le réacteur hybride à caloporteur gaz (hélium par exemple) ou métal fondu (plomb par exemple) appartient à la famille des réacteurs à neutrons rapides (RNR) et peut être conçu pour une utilisation selon deux modes :
- Comme producteur d'énergie, en brûlant du plutonium, du thorium ou de l'uranium selon un cycle direct ou de surgénération pour développer un cycle du thorium. Ce mode a été largement promu sous l'appellation d'amplificateur d'énergie de C. Rubbia.
- Comme incinérateur (avec ou sans production d'énergie) où l'on "brûle" les actinides mineurs voire certains produits de fission issus du traitement du combustible nucléaire irradié.

Dans les deux modes, l'ensemble réacteur est sous-critique (généralement avec un niveau choisi par conception entre 0,95 et 0,98) et l'accélérateur amène et règle le flux neutronique à la criticité de 1 (comme incinérateur en revanche, l'accélérateur fait l'intégralité du travail de production de neutrons, d'où la modeste contribution énergétique). Ceci implique que toute réaction s'arrête dès la coupure du flux de l'accélérateur, d'où le nom de "pilotage par accélérateur". L'intensité du faisceau de protons va également compenser les variations de réactivité en fonctionnement. 

## Avantages et inconvénients
Les réacteurs pilotés par accélérateur sont présentés comme plus sûrs que les réacteurs nucléaires critiques puisque la coupure du faisceau de protons entraîne l'arrêt des réactions de fission en chaîne, cela supprime les risques d'une divergence incontrôlée notamment lors des états d'arrêt pour intervention ou rechargement.
Les produits de fissions ne permettent pas de produire des bombes.
[pas clair]
Pour une même énergie produite la puissance résiduelle est la même,[pas clair] or cette puissance résiduelle est, en bonne partie, à l'origine du risque de fusion du cœur en cas de défaut de refroidissement après l'arrêt du réacteur.
La faculté des réacteurs pilotés par accélérateur à produire des neutrons dans une large gamme d'énergie fonction de celle du flux de protons issu de l'accélérateur, permet d'accéder des sections efficaces de fission à hautes énergies inaccessibles pour les réacteurs nucléaire conventionnels à neutron thermiques. C'est cette caractéristiques qui permet la transmutation par réaction de fission nucléaire (incinération) des actinides mineurs ou par réaction de capture neutronique, permettant d'obtenir des déchets moins actifs et/ou à durée de demi-vie plus courte.

## Expérience en cours
Plusieurs expériences sont en cours afin de :
- valider la fiabilité opérationnelle d'accélérateurs de protons d'1 GeV ;
- étudier la longévité et les matériaux des fenêtres d'interface entre le vide de l'accélérateur et l'eutectique plomb-bismuth chaud sous pression ;
- dresser le bilan des produits de fission involontaire de la spallation du bismuth ou du plomb à différents niveaux d'énergie du flux de l'accélérateur ;
- étudier les configurations géométriques optimales de cœurs en générateur et en incinérateur de déchets nucléaires.

D'autres configurations réacteurs pilotés par accélérateur à caloporteur gaz et cibles de spallation interchangeables ou sans fenêtre sont aussi à l'étude.
En 2004, un réacteur hybride est en développement au sein du programme nucléaire indien.